# Малиновский сельсовет (Завьяловский район)
Малиновский сельсовет — муниципальное образование со статусом сельского поселения и административно-территориальное образование в Завьяловском районе Алтайского края России. Административный центр — посёлок Малиновский.

## Население
| 1997  | 1998  | 1999  | 2000  | 2001  | 2002  |
| ----- | ----- | ----- | ----- | ----- | ----- |
| 1670  | ↗1676 | ↘1670 | ↘1667 | ↘1657 | ↘1614 |
| 2003  | 2004  | 2005  | 2006  | 2007  | 2008  |
| ↘1608 | ↗1609 | ↗1633 | ↘1615 | ↘1602 | ↘1551 |
| 2009  | 2010  | 2011  | 2012  | 2013  | 2014  |
| ↘1396 | ↘1345 | ↘1342 | ↘1331 | ↘1304 | ↘1300 |
| 2015  | 2016  | 2017  | 2018  | 2019  | 2020  |
| ↘1287 | ↘1266 | ↘1263 | ↘1231 | ↘1217 | ↘1207 |
| 2021  |       |       |       |       |       |
| ↘1184 |       |       |       |       |       |

По результатам Всероссийской переписи населения 2010 года, численность населения муниципального образования составила 1345 человек, в том числе 616 мужчин и 729 женщин. Оценка Росстата на 1 января 2012 года — 1331 человек.

## Населённые пункты
В состав сельского поселения входит один населённый пункт — посёлок Малиновский.